# Liste der Naturdenkmale in Philippsburg
| Naturdenkmale | Anzahl |
| ------------- | ------ |
| FND           | 1      |
| END           | 2      |
| Gesamt        | 3      |

Die Liste der Naturdenkmale in Philippsburg nennt die verordneten Naturdenkmale (ND) der im baden-württembergischen Landkreis Karlsruhe liegenden Stadt Philippsburg. In Philippsburg gibt es insgesamt drei als Naturdenkmal geschützte Objekte, davon ein flächenhaftes Naturdenkmal (FND) und zwei Einzelgebilde-Naturdenkmale (END).
Stand: 1. November 2016.

## Flächenhafte Naturdenkmale (FND)
| Name                                 | Bild | Kennung     | Einzelheiten | Position | Fläche Hektar | Datum        |
| ------------------------------------ | ---- | ----------- | ------------ | -------- | ------------- | ------------ |
| Wiesen und Hecken „Im Großen Mörsch“ | BW   | 82150660002 | Philippsburg | ⊙        | 2,8           | 29. Mai 1992 |
| Legende für Naturdenkmal             |      |             |              |          |               |              |

## Einzelgebilde (END)
| Name                      | Bild | Kennung     | Einzelheiten | Position | Fläche Hektar | Datum         |
| ------------------------- | ---- | ----------- | ------------ | -------- | ------------- | ------------- |
| Max-Hamberger-Kastanie    | BW   | 82150660001 | Philippsburg | ⊙        | 0,0           | 22. Feb. 1989 |
| Nussbaum in der Baumgasse | BW   | 82150660003 | Philippsburg | ⊙        | 0,0           | 29. Dez. 2000 |
| Legende für Naturdenkmal  |      |             |              |          |               |               |